# Lars Johan Lundgren
Lars Johan Lundgren, född 5 mars 1769 i Lungsunds församling, Värmlands län, död 5 juni 1834 i Stockholm, var en svensk klädeshandlare, riksdagsman och rådman.

## Biografi
Lars Johan Lundgren föddes 1769 i Lungsunds församling. Han var son till bruksinspektorn Lars Lundgren och Maria Nyberg. Lundgren blev 1802 sidenhandlare och klädeshandlare i Stockholm. Han blev 1813 rådman och direktör vid Statens auktionsverk. Lundgren var riksdagsman för borgarståndet i Stockholm vid riksdagen 1817–1818, riksdagen 1823, riksdagen 1828–1830 och urtima riksdagen 1834–1835. Han var 1818–1828 suppleant i riksbankens styrelse och 1828–1834 bankofullmäktig. Lundgren avled 1834 under urtima riksdagen 1834–1835 i Stockholm.
Han blev 28 januari 1822 riddare av Carl XIII:s orden.

### Familj
Lundgren gifte sig 1801 med Kristina Magdalena Ihrmark (död 1834).